# 蔓耗镇
蔓耗镇，旧称蛮耗，是中华人民共和国云南省红河哈尼族彝族自治州个旧市下辖的一个镇，南临红河，被蒙自市、屏边县、河口县、金平县四地包围，并未与个旧市主体相连，是个旧的一块外飞地。

## 行政区划
蔓耗镇下辖以下地区：
黄草坝村、黄木树村、阿龙古村、蔓耗村、马堵山村和牛棚村。